# Привіслянський край

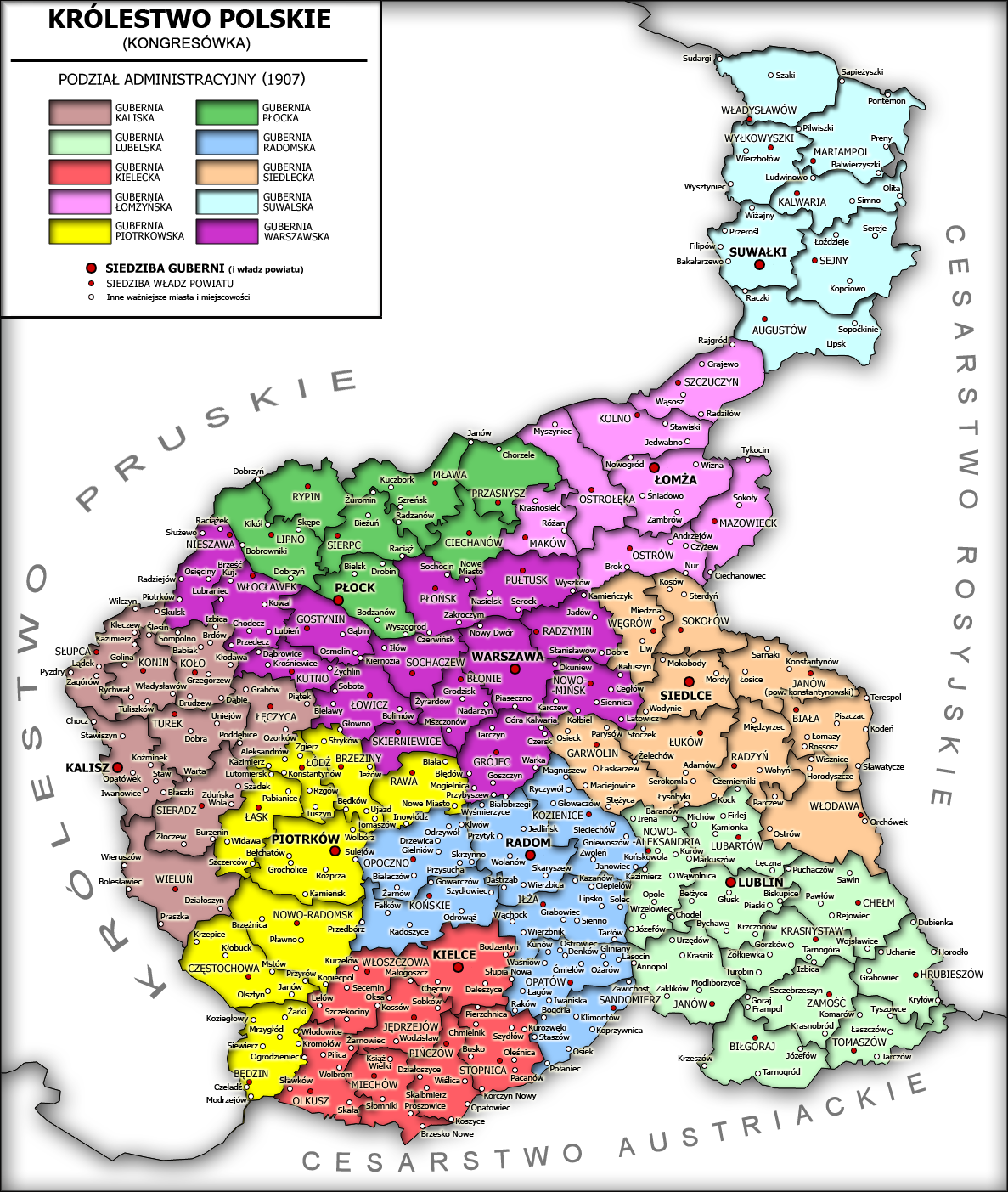
Привіслянський край до 1915

Привісля́нський (Приві́слинський, Надвісля́нський) край (пол. Kraj Nadwiślański, рос. Привислинский край) — неофіційний термін, який застосовується для позначення земель Польського Королівства після поразки Січневого повстання (1863—1864), коли Королівство було ще більше позбавлене автономії, а його землі безпосередньо включені до складу Російської імперії. Також неофіційно відомий як Російська Польща або Російська частина.

## Історія
Після січневого повстання в 1863 році настав період реакції з боку царського уряду. Було скасовано герб Царства, польська мова була заборонена в органах самоврядування і в освіті, процес включення польських губерній і русифікація їх адміністрації було завершено.
Втім, щоб запобігти та не допустити повторного вибуху польського національного руху було здійснено ряд економічних, адміністративних, освітніх та ін. реформ. 
Однією із причин проведення реформ була необхідність прив'язати Царство Польське ще більш щільно до Російської імперії. Великі провінції були розділені на більш дрібні і введені нові нижчі рівні адміністрування, ґміни. Було утворено 5 губерній на правобережжі Вісли: Сувальська, Ломжинська, Плоцька, Седлецька, Люблінська, і 5 на лівобережжі: Каліська, Варшавська, Петроковська, Радомська і Келецька.
Незважаючи на напівофіційне скасування Польського Королівства, цар Росії продовжував використання титулу «Цар Польщі».
Територія намісництва (до 1875), а пізніше генерал-губернаторства, була відповідно підвладна намісникам і генерал-губернаторам Польщі.
Незавершена реформа 1893 передала деякі терени Плоцької і Ломжинської губерній до Варшавської губернії. Реформа 1912 створила нову адміністративну одиницю — Холмську губернію — з частин Седлецької і Люблінської губерній. Ця губернія була відокремлена від Привіслінського краю і включена до складу Південно-Західного краю Російської імперії, задля сприяння її русифікації.
Під час Першої світової війни, в 1915 р. край було визволено з-під російського ярма Центральними державами, які формально відновили Королівство Польщу.